# 17891 Buraliforti
17891 Buraliforti (1999 EA) là một tiểu hành tinh vành đai chính được phát hiện ngày 6 tháng 3 năm 1999 bởi P. G. Comba ở Prescott.